# オシュ・テムル
オシュ・テムル（モンゴル語: Өштөмөр Öštemür、中国語: 阿失帖木児、? - 1478年）は、15世紀後半におけるオイラト部チョロース氏の首長である。エセン・ハーンの息子であり、エセンの死後にオイラト部族連合首長の地位を継承した。

## 概要
オシュ・テムルはオイラト部族連合の指導者エセン太師の息子として生まれ、兄弟には楚王ホルフダスン、ウマサンジャ王らがいた。
モンゴリアを統一し、土木の変で明朝に打撃を与えたエセン太師はやがてタイスン・ハーンを弑逆してハーンを自称したため、エセン臣下のアラク・テムルは「太師」という称号を自らに与えるよう願い出た。しかしエセンはアラク・テムルが太師を称することを許さず、自らの息子オシュ・テムルを太師とした。この一件を切っ掛けとしてアラク・テムルはエセンに不満を抱き、最終的にエセンはアカラク知院によって弑逆されてしまった。
エセンの死後、オシュ・テムルが太師としてエセンの地位を継いだと見られるが、エセンの死による混乱によってオイラトの勢力は大幅に弱体化し、旧モンゴルの領侯が独立したため景泰・天順年間頃の事蹟はほとんど明らかになっていない。オイラトから独立したモンゴル側ではハラチン部のボライ太師、オンリュートのモーリハイ王といった人物がマルコルギス・ハーンを擁立してモンゴリア東部を抑え、オシュ・テムル率いるオイラト部はモンゴリア西北に逼塞せざるを得なくなった。
天順年間の末より南モンゴルの最有力者ボライ太師の勢力が衰えると、これを好機と見たオシュ・テムルは東モンゴルへの進出を開始した。天順8年(1464年)、オイラト部族連合のジジバ(扯只八)が7万の軍を率いてボライに攻撃を仕掛け、これに対してボライは6万の軍を率いてこれを迎え撃った。結果としてボライ太師は東モンゴルのもう一人の有力者、モーリハイ王によって殺されたものの、オシュ・テムルは引き続き東モンゴルへの進出を続け、このためにモーリハイ王はオルドス地方に逼塞せざるを得なくなった。この東モンゴル進出によってオシュ・テムルは明朝への通交ルートを確保し、成化2年(1466年)には部下の兀納阿、哈参帖木児らを明朝に派遣している。
また、オシュ・テムルはかつて父エセンが一度支配下に置いたコムル方面に進出していたものの、成化5年(1469年)にオシュ・テムルの配下拜亦撒哈が叛乱を起こし、400人を率いてコムル城に入った。翌成化6年(1470年)にはホルチン部首長の斉王ボルナイを破り、モンゴリア北部の大部分を手中に収めた。
成化7年以降オシュ・テムルの消息は再び明朝に伝わらなくなり、成化14年(1478年)に入ってオシュ・テムルが亡くなったという情報が明朝に届けられている。オシュ・テムルの死後はその息子と見られるケシク・オロク(克失)が太師と称してチョロース首長の座を継ぎ、引き続きモンゴルとの対決、コムルへの南下を行った。

## モンゴル年代記における記述
エセンの後を継いだチョロース氏族長を、ガワンシャラブ著『四オイラト史』はオシュトモイ・ダルハン・ノヤン(Öštömöi dar-xan noon)、『西域同文志』はエスメト・ダルハン・ノヤン(Esmet darhan noon)としており、これが明朝が記録した阿失帖木児に相当する人物であると考えられている。また『西域同文志』はエスメト・ダルハン・ノヤンの後継者をエストゥミ(Estumi)としているが、エスメト・ダルハン・ノヤンとエストゥミは同じ人物を誤って二人に分けたもので、どちらもオシュトモイ(Öštömöi)から派生した人名である。